# RAF Habbaniyya

Mappa dell'Iraq durante la Seconda guerra mondiale

RAF Habbaniya, originariamente RAF Dhibban, era la base aerea della RAF stanziata a 55 km a ovest di Baghdad, presso la cittadina di al-Ḥabbāniyya in arabo ﺍﻟﺤﺒﺎﻧﻴـة‎?), nelle cui vicinanze si estende l'omonimo lago.
Fu operativa dalla fine degli anni trenta alla fine degli anni cinquanta, allorché il Regno Unito ritirò le proprie forze armate dall'Iraq che aveva acquistato la sua piena indipendenza dal 1958.

## Storia
Il 1º maggio 1938 la base aerea della RAF di Dhibban fu chiamata RAF Habbaniya. Essa funzionò come importante scuola di addestramento al volo nel corso della II guerra mondiale ma anche come aeroporto di transito per aerei da trasporto. Durante la Guerra anglo-irachena del 1941, all'epoca in cui era Primo Ministro in Iraq Rashid Ali al-Kaylani, la base fu assediata dalle forze armate irachene, che si dislocarono nella pianura circostante. L'assedio fu contrastato dalle unità militari terrestri ed aeree basate ad al-Habbāniyya, inclusi i piloti della scuola di addestramento, da un battaglione del King's Own Royal Regiment, dal RAF Regiment e da arruolati iracheni. L'arrivo di una colonna di soccorso (Kingcol), parte della Habforce inviata dalla Palestina, allora sotto Mandato britannico, unitamente alle unità di al-Ḥabbāniyya, obbligarono gli iracheni a ritirarsi su Baghdad. Più tardi, sempre nel corso della II guerra mondiale, al-Ḥabbāniyya divenne un importante snodo lungo la rotta aerea che univa il Regno Unito all'Unione Sovietica sua alleata.  La British Overseas Airways Corporation (BOAC) mantenne un regolare servizio passeggeri, via Nordafrica e Vicino Oriente, usando aerei da trasporto Consolidated B-24 Liberator.
Alla fine degli anni trenta, le Imperial Airways istituirono una postazione di transito sul lago di Ḥabbāniyya per idrovolanti dal Regno Unito all'India britannica. Il lago provvedeva al necessario ammaraggio in un'area altrimenti quasi del tutto stepposa. Dopo la II guerra mondiale, la BOAC non riattivò tale servizio e la RAF acquisì le costruzioni alberghiere che esistevano sul bordo del lago per impiegarle come centro di riposo e ricreazione dei militari della base.
Fra le Unità dislocate nella base di al-Ḥabbāniyya nelle varie epoche vi furono:-
la Scuola di addestramento al volo n. 4; l'unità di manutenzione n. 115; l'unità di segnalazione n. 123; l'unità di segnalazione n. 276; gli Squadroni n. 8, 30, 70, 84, 244, 249, 683; 2 Squadroni blindati; il 1º Battaglione King's Own Royal Regiment.
Nel corso della guerra in Iraq, lanciata da George W. Bush e Tony Blair nel 2003, l'antica base britannica è stata usata dalle forze armate statunitensi e dal neo-costituito esercito iracheno come base operativa avanzata e da essa sono state lanciate operazioni di combattimento contro i dintorni di Falluja e di Ramadi.

## Unità e aeroplani
- No. 6 Squadron RAF (1950-1954) de Havilland Vampire FB5 & FB9
- No. 8 Squadron RAF (1956) de Havilland Vampire FB4
- No. 11 Squadron RAF (1941) Bristol Blenheim IV
- No. 14 Squadron RAF (1941) Bristol Blenheim IV
- No. 45 Squadron RAF (1941) Bristol Blenheim|Bristol Blenheim IV
- No. 52 Squadron RAF (1941-1942) Hawker Audax
- No. 55 Squadron RAF (1937-1939) Vickers Vincent Bristol Blenheim I
- No. 70 Squadron RAF (1937-1939) Vickers Valentia
- No. 73 Squadron RAF (1953-1955) de Havilland Vampire FB9 & FB1
- No. 74 Squadron RAF (1943) Hawker Hurricane I
- No. 82 Squadron RAF detachment (1951-1952) Avro Lancaster PR1
- No. 84 Squadron RAF (1941) Bristol Blenheim IV
- No. 94 Squadron RAF detachment (1941) Gloster Gladiator
- No. 123 Squadron RAF (1942) Gloster Gladiator
- No. 162 Squadron RAF (1942) Bristol Blenheim IV
- No. 185 Squadron RAF (1952-1952) de Havilland Vampire|de Havilland Vampire FB5
- No. 203 Squadron RAF detachment (1941) Bristol Blenheim IV
- No. 208 Squadron RAF detachment (1941) Hawker Audax
- No. 216 Squadron RAF detachment (1942) Lockheed Hudson IV
- No. 223 Squadron RAF detachment (1942) Martin Baltimore
- No. 249 Squadron RAF (1946) de Havilland Mosquito FB26 Hawker Tempest F6
- No. 261 Squadron RAF (1941) Gloster Gladiator Hawker Hurricane I
- No. 651 Squadron RAF detachment (1948) Auster AOP6
- No. 680 Squadron RAF detachment (1945-1946) Fairchild Argus
- No. 683 Squadron RAF (1952-1953) Vickers Valetta C1
- No. 1412 (Meteorological Flight) RAF (1942-1946) Gloster Gladiator Hawker Hurricane
- No. 1434 (Photo Survey) Flight RAF (1942) Bristol Blenheim
- No. 4 Flying Training School RAF (1939-1941)
- No. 104 Maintenance Unit RAF (1954-1956)
- No. 115 Maintenance Unit RAF (1945-1948)
- No. 134 Maintenance Unit RAF (1942 and 1943-1946)